# 陈家弄历史文化街区
陈家弄历史文化街区是第一批江西省历史文化街区，位于江西省景德镇市珠山区。
陈家弄东起烟园里，西至中山南路267号，北与石鼓里相通，全长260米。陈家弄形成于明朝，陈氏在此聚居。据地名志。清光绪元年（1875年）重修街道时，在弄口竖立了“陈家衕”石坊，至今犹存。陈家弄栅门在弄口和弄尾各有一个栅门，已公布为重要历史建筑。弄内尚存许多保存较好的清末民初建筑，多是当年都昌籍窑户所建。
2015年，陈家弄历史文化街区公布为第一批江西省历史文化街区，保护范围北至烟园里北口；西至中山南路；东至中华南路西40米；南接刘家上弄南口。占地面积约为2.54公顷。。

## 文物保护单位
| 名称                 | 编号                 | 类型                 | 所在                 | 时代                 | 图片                 |
| 江西省文物保护单位   | 江西省文物保护单位   | 江西省文物保护单位   | 江西省文物保护单位   | 江西省文物保护单位   | 江西省文物保护单位   |
| 景德镇市文物保护单位 | 景德镇市文物保护单位 | 景德镇市文物保护单位 | 景德镇市文物保护单位 | 景德镇市文物保护单位 | 景德镇市文物保护单位 |
| -------------------- | -------------------- | -------------------- | -------------------- | -------------------- | -------------------- |